# التاريخ الشفوي للعلوم البريطانية
التاريخ الشفوي للعلوم البريطانية هو مشروع تاريخ شفهي أجرته National Life Stories في المكتبة البريطانية .  بدأ المشروع في عام 2009 بتمويل من صندوق أركاديا والهيئة الملكية للمعرض عام 1851 وعدد من المانحين الخاصين الآخرين ويركز على المقابلات الصوتية مع شخصيات علمية وهندسية بريطانية.

## خلفية المشروع
ركز المشروع على 200 مقابلة فيديو لمدة 8-15 ساعة ، مع أربعة مواضيع: صنع في بريطانيا ، كوكب متغير ، علم الكونيات والطب الحيوي.  تتكون اللجنة الاستشارية للمشروع من جون آجار ، وأليك برورز ، وتيلي بليث ، وجورجينا فيري ، والسيدة جوليا هيغينز ، وماجا كومينكو ، والسير هاري كروتو ، وجون لينش ، وكريس رابلي ، وسيمون تورتشيتي.
يتم إجراء التاريخ الشفهي للعلوم البريطانية بواسطة National Life Stories (NLS) في المكتبة البريطانية ، ويشكل جزءًا من مبادرة مؤسسية أوسع لتوثيق التاريخ المعاصر للعلوم والتكنولوجيا بشكل أفضل من خلال إضافة مصادر سمعية وبصرية بالإضافة إلى المصادر المكتوبة.  

## الحال بالنسبة للمشروع
على الرغم من وجود تقليد تاريخي شفهي مهم في دراسات العلوم في بلدان أخرى ، إلا أن المجال في بريطانيا ليس متطورًا بشكل جيد. في أبريل 2005 ، استضافت NLS مؤتمر مائدة مستديرة استكشافي في المكتبة البريطانية. برئاسة السير نيكولاس جوديسون ، حضر "شهادات شخصية عن العلوم والتكنولوجيا والطب المعاصرة" ممثلون عن تاريخ المملكة المتحدة الرائد في المحفوظات والمكتبات العلمية والباحثين المتميزين. وخلص الاجتماع إلى أنه تم عقد عدد قليل جدًا من الشهادات العلمية بشكل جماعي وأن هناك حاجة لبدء برنامج تسجيل رئيسي لالتقاط ذاكرة شخصية ثرية غير متوفرة في أي مصادر مطبوعة أو مخطوطة. بعد ذلك ، كلفت NLS رسم الخرائط ودراسة نطاق. أكدت الدراسة أنه يوجد حاليًا عدد قليل جدًا من مجموعات التاريخ الشفوي في بريطانيا تبحث تحديدًا في المهنيين العاملين في العلوم والتكنولوجيا ؛ أن تلك المشاريع التي تم تطويرها في الماضي كانت قصيرة الأجل وضيقة النطاق ؛ وأن العديد من هذه التسجيلات لا يتم أرشفتها بشكل صحيح أو الوصول إليها بشكل عام. وجدت الدراسة الاستقصائية استثناءً واحدًا ، وهو أن تاريخ الطب يبدو موثقًا بشكل أفضل من خلال التاريخ الشفوي مقارنة بمجالات العلوم والتكنولوجيا الأخرى. 

## المنهجية
يتبع التاريخ الشفوي للعلوم البريطانية نهج السيرة الذاتية أو قصة الحياة والتاريخ الشفوي مع كل مقابلة صوتية يتراوح طولها من 8 إلى 15 ساعة. يعتبر نهج السيرة الذاتية هذا ذا قيمة للباحثين الذين يسعون للحصول على رؤية أكثر تقريبًا للفرد ومساهمته. تغطي المقابلات التاريخ الوظيفي للفرد والتعليم والخلفية والعائلة.
بالإضافة إلى المقابلات الصوتية لقصة الحياة ، يتم إجراء عدد من المقابلات التكميلية بالفيديو. تركز هذه على أجهزة معينة أو إعدادات جغرافية محددة أو نقاط تحول رئيسية في مهنة العالم. يتم توفير مقتطفات تم تحريرها من مقاطع الفيديو عبر قناة المكتبة البريطانية على YouTube.  أجرى صندوق Vega Science Trust مقابلات مماثلة منذ عام 1997 ؛ أنها توفر الوصول إلى مقابلات قصيرة مع العلماء ، فضلا عن الوصول إلى الأفلام الوثائقية العلمية والمحاضرات ومقاطع الفيديو التعليمية ، عبر موقع الويب الخاص بهم وقناة يوتيوب. 

## الوصول إلى المقابلات
يتم تصنيف جميع المقابلات في كتالوج الصور الصوتية والمتحركة.  المقابلات الكاملة والمفتوحة يمكن الوصول إليها في الموقع في المكتبة في سانت بانكراس ، لندن وفي بوسطن سبا ، يوركشاير عبر خدمة الاستماع والمشاهدة بالمكتبة.  يمكن أيضًا الوصول إلى المقابلات المفتوحة عبر موقع Archival Sound Recordings ضمن حزمة محتوى "التاريخ الشفوي للعلم البريطاني". 

## خيوط المشروع
يتناول كتاب "كوكب متغير" تقدم علوم نظام الأرض في ضوء المخاوف الأخيرة المرتبطة بالتغير البيئي والمناخي. يتم استكشاف نقطتين رئيسيتين: كيف ومتى ولماذا أصبحت الأرض موضوع بحث علمي ؛ وكيف كان هذا التحقيق محوريًا في زيادة المخاوف بشأن تأثير البشر على البيئات. أولئك الذين تمت مقابلتهم من أجل حبلا هم أولئك المشاركون في علوم الأرض: علماء المناخ وعلماء الأرصاد الجوية والجيولوجيين وعلماء الجيوفيزياء وعلماء الجيوكيمياء وعلماء البيئة وعلماء الجليد وعلماء المحيطات.
يدرس فيلم "صنع في بريطانيا" الاكتشافات المهمة في العلوم والتكنولوجيا التي أدت إلى تطبيقات صناعية جديدة. يغطي الشريط الحوسبة وهندسة الفضاء وبعض العلوم التطبيقية (مثل فيزياء المواد المكثفة) بالإضافة إلى المجالات الهندسية (الكيميائية والكهربائية والمدنية والهيكلية). يشير العنوان إلى حقيقة أن تحليل هذه الاختراقات العلمية يجب أن يُنظر إليه أيضًا على أنه شيء عزز الفخر الوطني ، بينما ينشأ من بحث أجراه خبراء من خلفيات عرقية مختلفة.
يهدف "الطب الحيوي" إلى التحقيق في التحولات التي ميزت الطب الحيوي ، مع إيلاء اهتمام خاص لكيفية تغيير التقنيات الجديدة للممارسات الطبية وتوفير فهم جديد للأشياء البيولوجية. يبحث هذا الخيط في تصنيع عمليات المعالجة والشفاء ، بالإضافة إلى فكرة أن هذه العمليات يمكن هندستها. تعتبر التطورات في الهندسة الوراثية أساسية في هذه الدراسة ، لا سيما فيما يتعلق بظهور "الأدوية الكبرى". هذا الخيط غير ممول حاليًا.
تعتبر `` علم الكونيات '' أنظمة فكرية جديدة ظهرت بالتوافق مع تطور عدد من المجالات النظرية: الرياضيات ، والفيزياء الرياضية ، وعلم الكونيات ، وعلم الفلك ، والإحصاء ، وفيزياء الطاقة العالية. هذا الخيط غير ممول حاليًا.

## الأشخاص الذين تمت مقابلتهم
مقابلة لـ "كوكب متغير"
- باربرا بوين (فني جيوفيزياء / مساعد باحث)
- جو فارمان (جيوفيزيائي)
- جون جلين (عالم الجليد)
- AT (ديك) غروف (جغرافي / جيومورفولوجي)
- ديفيد جينكينسون (عالم تربة)
- ديزموند كينج هيل (فيزيائي)
- جون كينغتون (عالم الأرصاد الجوية وعلم المناخ)
- جيمس لوفلوك (جيوكيميائي)
- ملفين ماسون (فني في الانكسار الزلزالي)
- دان ماكنزي (جيوفيزيائي)
- ستيفن مورباث (جيولوجي وعالم جيولوجي)
- جون ناي (عالم) (فيزيائي ، عالم الجليد النظري)
- تشارلز سويثينبانك (عالم الجليد)
- جانيت طومسون (جيولوجي)
- سو فاين (فني جيوفيزيائي / مساعد باحث)
- ريتشارد ويست (عالم النبات والجيولوجي الرباعي)

أجريت المقابلة مع "صنع في بريطانيا" :
- رايموند بيرد (مهندس كمبيوتر)
- توني بروكر (عالم كمبيوتر)
- ماري كومبس (مبرمجة كمبيوتر)
- السير آلان كوتريل (عالم المعادن والفيزياء)
- داي إدواردز (مهندس كمبيوتر) ؛
- روي جيبسون (مهندس فضاء)
- آندي هوبر (مهندس كمبيوتر)
- فرانك لاند (عالم كمبيوتر)
- بوب باركنسون (مهندس طيران)
- السيدة ستيفاني شيرلي (عالمة كمبيوتر)
- جيف توتيل (مهندس كمبيوتر)
- موريس ويلكس (مهندس كمبيوتر)